# U2-es metróvonal (München)
Az U2-es metróvonal (eredeti nevén U-Bahnlinie 2) a müncheni metróhálózat tagja, a Feldmoching és Messestadt-Ost között közlekedik. 27 állomás található a 24 kilométeres vonalon, amely közben áthalad München belvárosán és érinti a főpályaudvart is (Hauptbahnhof). Scheidplatz és Sedlinger Tor között azonos útvonalon halad az U8-as, Hauptbahnhof és Innsbrucker Ring között pedig az U7-es metróval.
A vonal színe: vörös.

## Állomáslista és átszállási lehetőségek
| U2 (Feldmoching ↔ Messestadt-Ost) |                                                                 |
| Megállóhely                       | Átszállási kapcsolat(ok)                                        |
| Feldmoching                       | 170 , 171 , 172 , 173                                           |
| Hasenbergl                        | 60 , 172                                                        |
| Dülferstraße                      | 60 , 141 , 172 P+R                                              |
| Harthof                           | 141 , 170 , 171                                                 |
| Am Hart                           | 171 , 172 , 180 , 294 , 295                                     |
| Frankfurter Ring                  | 50 , 177 , 178                                                  |
| Milbertshofen                     |                                                                 |
| Scheidplatz                       | , 140 , 141 , 142 , 144                                         |
| Hohenzollernplatz                 | , 53 , 59                                                       |
| Josephsplatz                      | 153 , 154                                                       |
| Theresienstraße                   |                                                                 |
| Königsplatz                       | 100 , 150                                                       |
| Hauptbahnhof                      | München Hauptbahnhof , Bayerische Oberlandbahn , 58 , 100 , 150 |
| Sendlinger Tor                    | , 62                                                            |
| Fraunhoferstraße                  | , 132                                                           |
| Kolumbusplatz                     | , 52 , 58                                                       |
| Silberhornstraße                  | , 58 , 148 , X30                                                |
| Untersbergstraße                  | ,                                                               |
| Giesing                           | , 54 , 59 , 139 , 147 , 220 P+R                                 |
| Karl-Preis-Platz                  | , 55 , 59 , 145 , 155                                           |
| Innsbrucker Ring                  | , P+R                                                           |
| Josephsburg                       | 185                                                             |
| Kreillerstraße                    |                                                                 |
| Trudering                         | , 139 , 146 , 192 , 193 , 194 P+R                               |
| Moosfeld                          |                                                                 |
| Messestadt West                   | 139 , 183 , 190 , 263 , 264                                     |
| Messestadt Ost                    | 186 , 190 , 234 , X400 P+R                                      |